# Tert-butyllithium
tert-butyllithium is een organometaalverbinding met als brutoformule (CH3)3CLi. Zoals elke organometaalverbinding heeft de verbinding toepassingen in de organische synthese, omdat tert-butyllithium als base sterk genoeg is om vrijwel elk koolstofatoom te kunnen deprotoneren, inclusief benzeen.
tert-butyllithium is commercieel beschikbaar als oplossing in di-ethylether of koolwaterstoffen; in het laboratorium wordt het zelden bereid. tert-butyllithium komt voor als moleculaire clusters.

## Eigenschappen en reacties
De binding tussen lithium en koolstof is sterk gepolariseerd: de binding bevat ongeveer 40% ionair karakter. De verbinding reageert bijgevolg als een carbanion, hetgeen duidelijk wordt uit de resonantiestructuren.
Net als n-butyllithium kan tert-butyllithium gebruikt worden voor het uitwisselen van halogenen voor lithium. Ook het gebruik als sterke base vindt uitgebreide toepassing: tert-butyllithium wordt gebruikt voor het deprotoneren van amines en geactiveerde koolstof-waterstofbindingen, zoals de α-positie van THF in onderstaand voorbeeld:
De base-sterkte van tBuLi is groter dan die van nBuLi of sBuLi wat in het algemeen een kleinere selectiviteit tot gevolg heeft. De omringende methylgroepen genereren echter sterische hindering tijdens de reactie, wat tot een grotere selectiviteit aanleiding kan geven. Wat in individuele reacties de uitkomst is van deze tegenstrijdige aspecten moet helaas experimenteel worden vastgesteld.

## Toxicologie en veiligheid
tert-butyllithium is licht ontvlambaar. Ook de oplosmiddelen die voor de stof gebruikt worden zijn brandbaar. De verbinding wordt meestal gebruikt onder een inerte atmosfeer van stikstofgas, omdat hiermee wordt voorkomen dat tert-butyllithium met zuurstof of vocht uit de lucht kan reageren:
{\displaystyle \mathrm {(CH_{3})_{3}CLi\ +\ O_{2}\longrightarrow \ (CH_{3})_{3}COOLi} }
{\displaystyle \mathrm {(CH_{3})_{3}CLi\ +\ H_{2}O\longrightarrow \ (CH_{3})_{3}CH\ +\ LiOH} }
Hoewel het mogelijk is deze verbinding met behulp van injectienaalden van het ene vat in het andere te transporteren, blijft het risico bestaan dat sporen tert-butyllithium aan de punt van de naald spontaan ontbranden. Bij reacties op grotere schaal is altijd het risico aanwezig dat de reactie ontspoort: explosies tijdens het mengen van tert-butyllithium met di-ethylether, THF en diglyme zijn bekende risico's. Bij het gebruik van koolwaterstoffen als oplosmiddel zijn deze risico's kleiner.
Van tert-butyllithium , net als van andere alkyllithiumverbindingen, is bekend dat ze niet stabiel zijn in etherige oplossingen: de halveringstijd van tert-butyllithium is 60 minuten in di-ethylether (bij 0 °C), 40 minuten bij −20 °C in THF en ongeveer 11 minuten in dimethylether (bij –70 °C).